# Diecezja Tuli
Diecezja Tula (łac. Dioecesis Tullanensis) – diecezja Kościoła rzymskokatolickiego w Meksyku, sufragania archidiecezji Tulancingo.

## Historia
27 lutego 1961 roku papież Jan XXIII konstytucją apostolską Postulant quandoque erygował diecezję Tuli. Dotychczas wierni z tych terenów należeli do archidiecezji Tulancingo.

## Ordynariusze
- José de Jesús Sahagún de la Parra (1961 - 1985)
- José Medel Pérez (1986 - 1993)
- Octavio Villegas Aguilar (1994 - 2005)
- Juan Pedro Juárez Meléndez (od 2006)